# Мізоч
Мі́зоч — селище в Україні, центр Мізоцької громади у Рівненському районі Рівненської області. Розташоване над річкою Стубелка, у межах Мізоцького кряжу.
У селищі є: залізнична станція (кінцева станція гілки лінії Красне — Здолбунів)
З 1940 по 1959 рік Мізоч був центром Мізоцького району.

## Історія
Статус смт з 1940 року.

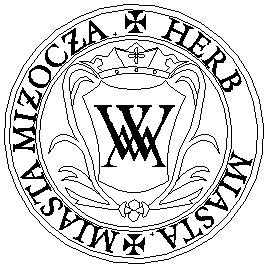
Герб періоду Речі Посполитої

Перша письмова згадка про поселення Мізоч Великий і Малий датується 1322 роком. У 1594 р. їх викупив князь Януш Острозький. З 1720 р. Мізоч належить магнатам Карвицьким (пол. Karwiccy). Король Август III грамотою від 23 вересня 1761 року дозволяє завихостському каштеляну Юзефові Каєтанові Дуніну-Карвицькому (пом. 1784) заснувати місто Великий Мізоч у Луцькому повіті й надає йому магдебурзьке право. У тексті грамоти вписано печатку круглої форми з гербом міста. На печатці містився щит вирізної форми, у якому перепліталися літери «М» і «W». Після захоплення Волині Росією герб не перезатверджувався.
З 1 січня 1940 року по 21 січня 1959 Мізоч був центром Мізоцького району. У 1940 році організовано сільськогосподарську артіль ім. Робітничо-Селянської Червоної Армії (РСЧА). Колгоспові було передано поміщицький маєток. Головою артілі став С. М. Слобода. Колгосп мав молочнотоварну ферму, вівцеферму, птахоферму, пасіку, зарибнені ставки.
27 червня німецько-фашистські загарбники окупували Мізоч. Одразу було створене єврейське гетто. В жовтні 1942 року в рові за Мізочем (за цукровим заводом) фашистами було розстріляно близько 4000 євреїв, серед яких 2300 євреїв з Мізоча, а інші — з прилеглих сіл.  
3 листопада 1943 року містечко атакували вояки УПА, в ході атаки повстанці роззброїли 190 поліцаїв, набраних з колишніх військовополонених Червоної Армії. Загинули 10 німців. Упівці втратили убитими і пораненими 7 осіб.
4 лютого 1944 року Мізоч зайняли воїни 24-го стрілецького корпусу під командуванням генерал-лейтенанта М. І. Кірюхіна.

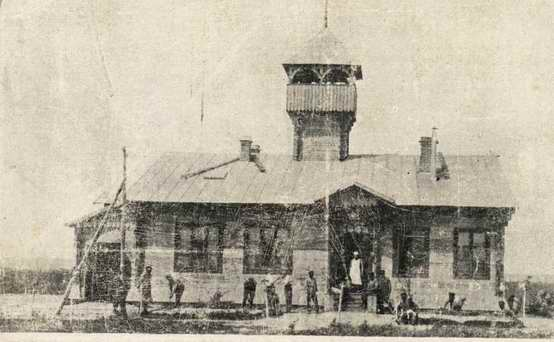
Сторожа школи для підофіцерів, Мізоч, 1925

В 1944 році почала працювати МТС, у наступному році відновлено колгосп ім. РСЧА. Головою обраний Ф. Д. Марчук. Цього року в селищі організовано райхарчокомбінат. Першого післявоєнного року в Мізочі відкрили середню школу. Розмістили її у двох пристосованих приміщеннях. У 1944/45 навчальному році в школі навчалося 512 учнів, працювало 22 педагоги. В 1945—1946 pp. було завершено відбудову амбулаторії, школи, клубу, бібліотеки. В селищі видається газета «Перемога».
1950 року збудовано нові корпуси Мізоцької машинно-тракторної станції (МТС). Оранка і сівба зернових були повністю механізовані.
В 1950 році ланкову Зінаїду Шах нагороджено орденом Трудового Червоного Прапора, та присвоєно звання Героя Соціалістичної Праці. Населення Мізоча обирало її депутатом обласної Ради депутатів трудящих, депутатом Верховної Ради УРСР четвертого і п'ятого скликань. В 1966 році 3. С. Шах обрали почесним громадянином Мізоча.
1961 року на базі колгоспів ім. РСЧА, ім. Жданова села Старої Мощаниці та ім. Кірова села Білашева створено радгосп Мізоцького цукрокомбінату із відділеннями в селах Білашеві, Озерці, Старій Мощаниці. За господарством закріплено 5998 га сільськогосподарських угідь, у тому числі 3697 га орної землі. Воно має 37 тракторів, 15 комбайнів, у тому числі 10 зернових. Основне спрямування діяльності радгоспу — вирощування насіння цукрових буряків. При цукровому комбінаті діє комплекс відгодівлі великої рогатої худоби на 3500 голів. З 1961 року в Мізочі діє відділення «Сільгосптехніки». Крім технічно оснащеної ремонтної майстерні, підприємство має 32 автомашини, 33 трактори, 69 різних сільськогосподарських машин. Тут працює 158 чоловік.

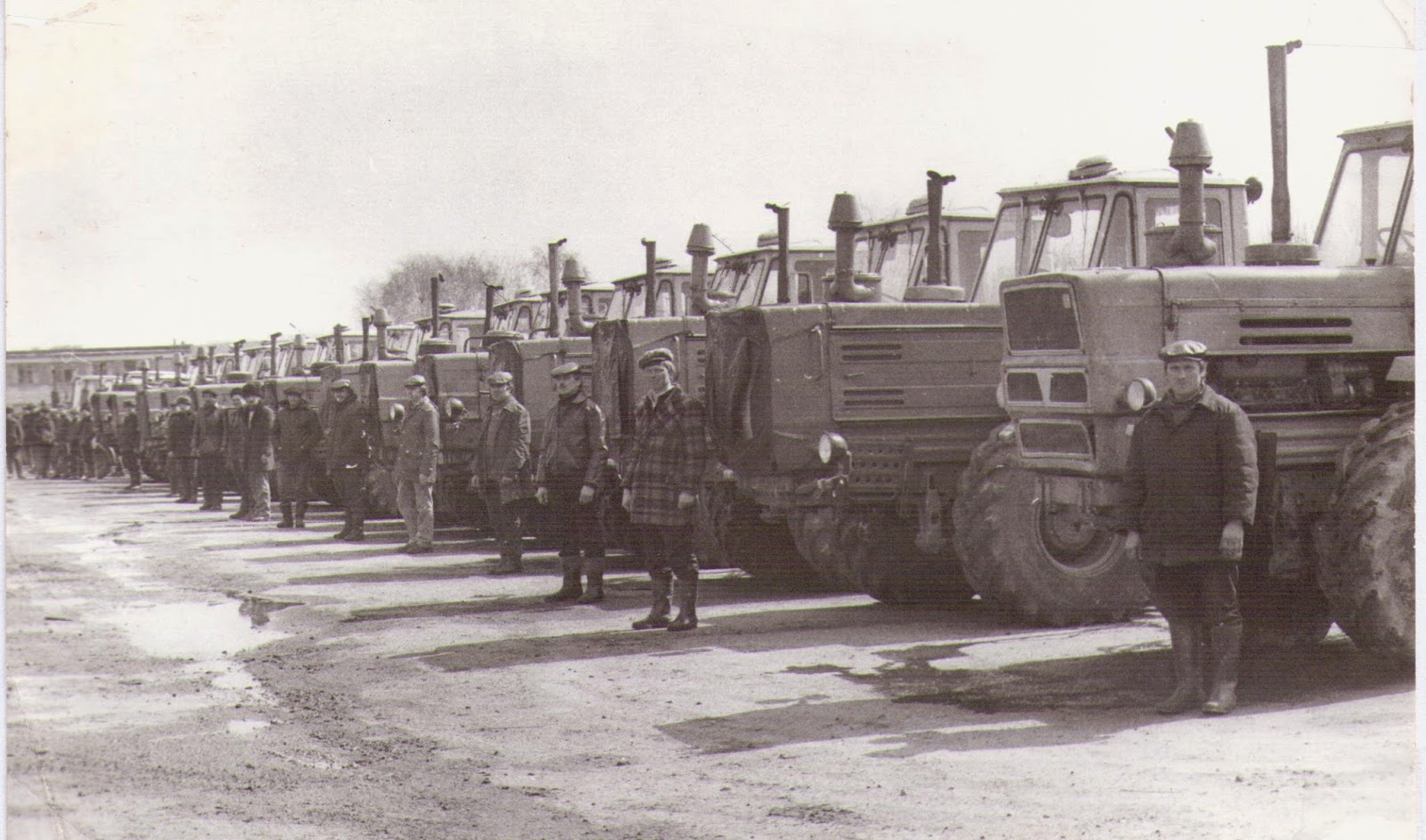
Шикування техніки

З 1963 року при цукровому заводі діє здоровпункт. Всього в селищі працюють 15 лікарів і 65 чоловік середнього медичного персоналу. Є аптека.
За даними «Паспорта населеного пункту», складеного і затвердженого в 1911 році Мізоцькою селищною радою: Селище Мізоч Здолбунівського району, Рівненської області знаходиться на відстані 18 км від м. Здолбунів, та 34 км від м. Рівне. Площа населеного пункту — 674,1 га.
Площа великого ставка 8,75 га. Площа малого ставка 1,86 га. Кількість домогосподарств — 1210
Населення всього — 3575 чол. На території Мізоцької селищної ради на даний час (2014 р.) діють підприємства та організації: громадська організація «Сазан», мисливсько-риболовецький клуб «Фазан».

## Населення

### Мова
Розподіл населення за рідною мовою за даними перепису 2001 року:
| Мова       | Відсоток |
| ---------- | -------- |
| українська | 98,81 %  |
| російська  | 1,00 %   |
| білоруська | 0,08 %   |
| вірменська | 0,03 %   |
| молдовська | 0,03 %   |
| єврейська  | 0,03 %   |

## Підприємства
Комунальне підприємство Мізоцьке виробниче управління ЖКГ, м'ясопереробний цех «Мізоч продукт», ТОВ «МеталКрафт», ЗАТ «Лісовик», ДП СЛАП держ. Спец. Лісгосп, ВАТ Мізоцьке РТП, Рівне нафто сервіс ДП, Мізоцька пожежна команда, Ощадбанк, відділення зв'язку, електропідстанція, ветеринарна дільниця, ветеринарний кіоск «Аптечка», Мізоцька районна лікарня, Укрпластсервіс, ПП по виробництву паливних пелет, Мізоцьке відділення національної акціонерної страхової компанії «Оранта», фермерські господарства — 5.

## Освітні заклади
Мізоцький навчально-виховний комплекс « Загальноосвітня школа І-ІІІ ступенів-ліцей»(НВК), Мізоцький будинок школярів та молоді, Мізоцька спеціальна загальноосвітня школа-інтернат, дитячий навчальний заклад «Малятко», Мізоцька музична школа

## Заклади культури
Будинок культури, Мізоцька міська бібліотека-філія

## Служби побуту
2 майстерні по пошиттю одягу, 2 майстерні по ремонту взуття, 2 майстерні по ремонту побутової техніки, 3 перукарні.

## Релігія

Церква в Мізочі

ПЦУ, УПЦ Московського патріархату, Церква християн віри євангельської.

## Сучасність
На території селищної ради зареєстровано 65 приватних підприємців.
В селищі працює понад 20 різноманітних магазинів, кафе та супермаркет «Колібріс». У березні 2014 року відкрито «Нову пошту», куди доставляються товари, замовлені у віртуальних магазинах через мережу Інтернет.
В Мізочі діє водогін, (є 2 артезіанські свердловини), електромережа, радіомережа, телефонна мережа (в приміщенні поштового відділення розміщена телефонна станція). Центральні вулиці селища освітлюються в нічний час. Вулиці Мізоча майже всі заасфальтовані. Через селище проходить у різних напрямках велика кількість автобусів та маршрутних таксі, які сполучають з містами: Рівне, Здолбунів та Дубно.
До нашого часу збереглися давні назви кутків та вулиць Мізоча: Водомия — дільниця в напрямку Білашева, названа іменем урочища, де була вимита потоками води глибока яма; Вороняча — вулиця неподалік цукрового заводу, при котрій на деревах гніздились ворони; Дрищівка — вуличка, котра веде в поле і можливо, у назві приховує слово дрище «болото»; Забари — колишні забудови за урочищем Бара, де значення «болотисте, непрохідне місце»; Загрибиняни — куток, оснований Загрибиняном; Зачугунка — забудови по другому боці «чугунки» (залізниці), основаної у 1908 році; Липки — старовинна дільниця, де, кажуть, першим осів Липко, хоч дехто пов'язує назву з колишньою липовою алеєю, але цю вулицю вже перейменували на вулицю Тараса Якимчука; Красна гірка — дільниця в околиці церкви при «красній» (гарній) висоті; Литовка — куток, який заснував Литовко; Сурмичі — старовинна вулиця, де ніби проживали гравці на сурмах; Щедрівка — місце, де за панування Карвицького влаштовували «щедрівні» вечори, за іншою версією, — «маєтність Щедрика».
Названими є ще такі мізоцькі об'єкти: Адамкове озеро — висихаюче водоймище на маєтності Адамка; Бережки — берегові луги в бік села Півчого; Важелів — лан, належний колись Важелю; Вінники — поле колишнього Вінника; Відстійник — каскадні ґрунтові заглибини, де відстоюється вода після миття цукросировини; Волянщина — ліс в околиці села Волиці; Гектари — орний масив з виміром площі на гектари; Голещина — ниви в напрямку села Гільчі; Горбаки — ліс на малих горбах; Діброва — нива на місці колишньої діброви; Дубина — поле біля дубового гаю; Забійня — пасовисько біля м'ясокомбінату; Заправка — луг понад смужкою бензоколонок; Звіринець — колишній лісопарк-заповідник диких звірів пана Карвицького; Кам'янка — урочище за фермою, де ніби був кар'єрний камінь; Кар'єр — глибока яма біля цукрозаводу, у якій страчено фашистами 5 тисяч євреїв; Кунинський горбок — довга висота під селом Кунином; Козацька долина — низина, у якій було розташоване військо Богдана Хмельницького; Колинщина — нива на маєтності Колинка; Окіп — поле неподалік однойменного межового насипу; Сосняки — ланки біля соснової памолоді; Став Карвицького — водоймище на Стублі з колишньою альтанкою пана Карвицького; Суха гора — висота з піщаною вершиною; Ферма [Херма] — забудови тваринного комплексу бурякорадгоспу «Мізоцький»; Хмельниця — урочище, де вирощували, зберігали хміль; Ярище — яристе поле біля глибокої западини.
Мізоч входить до Дермансько-Мостівського регіонального ландшафтного парку.
В книзі «Дермансько-Мостівський регіональний ландшафтний парк: проблеми становлення» написано: «На Волино-Подільській плиті в межах району існують три структури — Мізоцький кряж, Мале Полісся, Кременецькі гори…». В цій же книзі в таблиці: "Характеристика природно-заповідного фонду Здолбунівського району (станом на 2000 рік) значиться: Мізоцький кряж займає площу 317 га., належить до Мостівського лісництва, Мізоч-Повчанського фізико-географічного району, Повчансько-Мізоцького геоботанічного району. Мізоцький кряж має такі геологічні характеристики: «Останцеві гори, добре виділені у рельєфі, Ділянки, покриті мішаним лісом, властиві для лісостепу».
Крім того до ландшафтного парку входить також Мізоцький парк, як пам'ятка садово-паркового мистецтва. Він займає площу — 15 га., знаходиться в смт. Мізоч, належить до Мізоч-Повчанського фізико-географічного району, Повчансько-Мізоцького геоботанічного району. Коротка характеристика: «Старовинний декоративний парк на р. Стубелка, заснований в середині 19 ст. Збереглись багато видів вікових дерев».

## Пам'ятки
Згідно з «Переліком пам'яток культурної спадщини Мізоцької селищної ради», на території Мізоча розміщено

### пам'ятки монументального мистецтва
- Пам'ятник Богданові Хмельницькому, встановлений в 1957 р. з бетону та цегли. Висота пам'ятника 3,8 м. У держреєстрі нерухомих пам'яток України занесений під № 102 від 17.02.1970 р.
- Пам'ятник поетові Тарасові Шевченкові, встановлений в 1957 р. з бетону та цегли. Скульптор Безюк Л. Л. У держреєстрі нерухомих пам'яток України занесений під № 102 від 17.02.1970 р.
- Братська могила радянських воїнів та жертв періоду Другої світової війни, встановлений в 1944 р. з бетону, цегли, мармуру. Скульптор Сапіга В. Г. У держреєстрі нерухомих пам'яток України занесений під № 102 від 17.02.1970 р.
- Могила невідомого льотчика радянської армії, встановлена в 1941 р. (біля приміщення Мізоцького залізничного вокзалу) У держреєстрі нерухомих пам'яток України занесений під № 477-р від 25.10.1993 р.

### Пам'ятки архітектури
- Колишній будинок ксьондза (мурований). Побудований у XVIII ст.. на вул. Липки. На даний час в цьому приміщенні знаходиться Мізоцький будинок школярів та молоді.
- Парафіяльний костел ім. Яна Непомуцького (мурований) в 1795 р. вул. Липки. На даний час костел перебудовано у православну церкву (знято покатий дах і надбудовано 3 куполи).
- Оранжерея Карвицьких мурована в XVIII—XIX ст. Знаходиться в Мізоцькому парку над ставом. В 60-ті — 80-ті роки XX ст. тут був ресторан «Голубий Дунай», на даний час оранжерея напіврозвалена.

## Видатні люди
- Міщенко Сергій Олександрович — український бізнесмен, засновник Акордбанку. Колишній президент Національної федерації фехтування України.
- Тарас Володимирович Якимчук (1993—2014) — солдат Збройних сил України, учасник російсько-української війни, кавалер ордена «За мужність» III ступеня (посмертно).
- Шолудько Сергій Олексійович (1977—2015) — солдат Збройних сил України, учасник російсько-української війни.
- Бачишин Богдан Дмитрович (нар. 1962 р.) — кандидат технічних наук із спеціальності «Геодезія», доцент. Працює викладачем у Національному університеті водного господарства та природокористування[6].
- Белешко Дмитро Тимофійович (нар. 1953 р.) — доцент кафедри математики та методики її викладання в РДГУ.
- Варениця Євген Терентійович (1912—2002) — доктор біологічних наук (1959), професор (1960), член-кореспондент ВАСГНІЛ (1964).
- Гребенюк Анатолій Володимирович (нар. 1955 р.) — Генерал-лейтенант, в 2003 р. призначений на посаду заступника Міністра оборони Росії, а в 2006 році — генерал армії Росії. Має звання «Заслужений будівельник Російської Федерації і Азербайджану», доктор технічних наук. (у 1994 році очолював в Москві Головне управління спеціального будівництва Міністерства оборони).
- Демидюк Володимир Іванович (нар. 1964 р.) — навчався в Московському державному університеті на хімічному факультеті, в 1990 р. захистив дисертацію з фізичної хімії. Шість років працював в університеті м. Інчон (Південна Корея). У 2005 р. отримав наукову стипендію ім.. М. Кюрі. У 2005—2008 роках працює науковим співробітником Манчестерського університету. З 2008 р. працює в Королівському університеті м. Белфаста, Велика Британія.
- Демчишин Михайло Гордійович (нар. 1934 р.) — закінчив Мізочську середню школу. Навчався в Львівському політехнічному інституті, який закінчив у 1958 р.; в аспірантурі Українського науково-дослідного і проектного інституту «УкрНДІпроект» (м. Київ) — у 1961—1964 рр.
- Жуковський Василь Миколайович (нар. 1952 р.) — доцент кафедри іноземних мов Острозької академії, «Відмінник народної освіти України». У 2004 р. захистив докторську дисертацію в Інституті педагогіки Академії педагогічних наук. У 2005 р. нагороджений церковним орденом архістратига Михаїла, та став настоятелем храму преподобного Федора Острозького при Національному університеті «Острозька академія», одночасно працював проректором з навчально-виховної роботи, а з 2007 р. — декан гуманітарного факультету НУ «Острозька академія»
- Лісковецький Віталій Іванович народився в 1972 р. Заступник начальника в Заслуженому колективі України Ансамблі пісні і танцю Збройних сил України, підполковник.
- Максімцев Юрій Романович народився в 1973 р. Доцент кафедри фізики в РДГУ, кандидат фізико-математичних наук.
- Мислінчук Володимир Олександрович народився в 1977 р. Доцент кафедри фізики, астрономії та методики викладання Рівненського державного гуманітарного університету, кандидат педагогічних наук (13.00.02 — теорія і методика навчання фізики).
- Нестерук Микола Олександрович народився в 1952 р. 2005—2006 р.р. працював проректором в Національному університеті харчових технологій. З 2006 р. — заступник директора ДП «Головний науково-дослідний та проектний інститут землеустрою».
- Нечаєва Ольга Костянтинівна народилася в 1970 р. Заслужений майстер народної творчості України. Учасниця міських, обласних і всеукраїнських виставок декоративно-ужиткового мистецтва. Створює чарівні квіткові композиції у техніці макраме.
- Омельчук Людмила Тарасівна народилася в 1959 р. Доктор економічних наук, професор, зав. кафедрою економіки Бєлгородського університету споживчої кооперації, почесний член-кореспондент Російської Академії суспільних наук, почесний працівник вищої школи РФ.
- Пальчевський Руслан Степанович народився в 1972 р. Кандидат історичних наук. Доцент кафедри історії України РДГУ.
- Парфенюк Володимир Корнійович народився в 1956 р. Доктор медичних наук, дійсний член Академії Військових наук Росії.
- Постоловський Руслан Михайлович народився в 1951 р. Кандидат історичних наук, професор, ректор РДГУ, зав. кафедрою всесвітньої історії, директор Рівненського інституту слов'янознавства. Академік Міжнародної слов'янської академії наук, академік Української академії економічної кібернетики. «Відмінник освіти України»
- Слободюк Олексій Миколайович (* 1954) — самодіяльний художник, очолює відділ економічної безпеки РАЕС.
- Тадєєв Олександр Антонович (* 1959). Кандидат технічних наук, доцент кафедри геодезії та картографії НУВГП.
- Турбал Юрій Васильович (* 1968). Доктор технічних наук, професор, завідувач кафедри комп'ютерних наук та прикладної математики НУВГП.

### Пов'язані з Мізочем
- Юзеф Дунін-Карвіцький — письменник, краєзнавець, енциклопедист, власник маєтку в Мізочі.
- Овсійчук Степан Якимович народився в 1939 р. в с. Півче, навчався в Мізочі. «Заслужений юрист РРФСР», перший голова кваліфікаційної колегії суддів Росії, у 2000 р. — мировий суддя м. Благовєщенськ, з 2004 р. — доцент кафедри цивільного права в Амурському державному університеті.
- Соня Гельман (Перес) (1923—2011) народилася у Мізочі.
- Перета-Барановська Тереза Семенівна народилася в 1934 р. на Волині, навчалася в Мізочі. Заслужена артистка України, працювала в Сумському театрі, Артемівському Театрі, Івано-Франківському обласному музично-драматичному театрі ім. І. Франка.
- Хабатюк Юрій Федорович (1940—1985) народився в с. Глинськ, жив і працював в Мізочі. Кандидат філологічних наук, літературознавець, вчитель історії, поет.
- Шах Зінаїда Савеліївна (1905—1978) народилася в с. Стара Мощаниця, жила в Мізочі. Ланкова. Герой Соціалістичної праці, нагороджена орденом Трудового Червоного Прапора, депутат Верховної Ради УРСР.